# Peter Carter (tennis)
Pour les articles homonymes, voir Peter Carter et Carter.
Peter Carter, né le 9 août 1964 à Adélaïde (Australie) et mort le 1er août 2002 en Afrique du Sud, est un joueur et entraîneur australien de tennis.

## Biographie
Son meilleur classement en simple est 173e et en double 117e. Il a remporté le tournoi sur gazon de Melbourne en double en 1985 avec Darren Cahill. En Grand Chelem, il a participé au tableau principal de l'Open d'Australie en 1982, 1988 et 1989 et a atteint le 2e tour en double en 1985 et 1988. En 1988, il est finaliste du tournoi Challenger de Guangzhou.
De 1991 à 1995 puis de 1997 à 1998, il donne des entraînements particuliers hebdomadaires à Roger Federer. Ils ont été réunis dans un nouveau service de formation à Bienne en 1997. Carter a ensuite entraîné Federer jusqu'à ce qu'il devienne professionnel. Il fut aussi l'entraîneur de l'équipe de Suisse de Coupe Davis entre 2001 et 2002.
Au début d'août 2002, Peter Carter meurt après un accident de 4×4 au cours d'un safari en Afrique du Sud.

## Palmarès

### Titre en double (1)
| No | Date       | Nom et lieu du tournoi      | Catégorie  | Dotation | Surface      | Partenaire    | Finalistes                   | Score    |  |
| -- | ---------- | --------------------------- | ---------- | -------- | ------------ | ------------- | ---------------------------- | -------- |  |
| 1  | 23-12-1985 | Melbourne Outdoor Melbourne | Grand Prix | 80 000 $ | Gazon (ext.) | Darren Cahill | Brett Dickinson Roberto Saad | 7-6, 6-1 |  |